# Neolissochilus tweediei
Neolissochilus tweediei är en fiskart som först beskrevs av Herre och Myers, 1937.  Neolissochilus tweediei ingår i släktet Neolissochilus och familjen karpfiskar. Inga underarter finns listade i Catalogue of Life.